# Liste der Monuments historiques in Famars
Die Liste der Monuments historiques in Famars führt die Monuments historiques in der französischen Gemeinde Famars auf.

## Liste der Bauwerke
| Bezeichnung                 | Beschreibung | Standort                       | Kennzeichnung | Schutzstatus | Datum     | Bild |
| --------------------------- | ------------ | ------------------------------ | ------------- | ------------ | --------- | ---- |
| Archäologische Ausgrabungen |              | 150, rue Roger-Salengro (Lage) | PA00107521    | Classé       | 1840 2007 |      |

## Liste der Objekte
| Bezeichnung                                                           | Beschreibung | Standort                                 | Kennzeichnung | Schutzstatus | Datum | Bild |
| --------------------------------------------------------------------- | --- | ---------------------------------------- | ------------- | ------------ | ----- | ---- |
| Skulptur Johannes der Evangelist                                      | Holz, polychrom gefasst, 18. Jahrhundert | in der Kirche Notre-Dame de l’Assomption | PM59006303    | Inscrit      | 1986  |      |
| Grabplatte für Charles le Hardy, Grundherr von Famars, gestorben 1774 | Marmor; Inschrift: „DOM ICY REPOSENT LES CORPS DE MESIR CHARLES ALEXANDRE FRANÇOIS JOSEPH LEHARDY CHEVALIER SEIGNEUR DE FAMARS D'AULNOY DECEDE LE 20 7BRG 1771 ET DE (...) DAME MADAME MARIE ANNE THERESE JOSEPH LE BOUCQ DAME DE (...) SON EPOUSE DECEDEE LE DIX NOVEMBRE 177 (...)“ | in der Kirche Notre-Dame de l’Assomption | PM59000553    | Inscrit      | 1973  |      |